# Sukhothai (stad)
Sukhothai (Thais: สุโขทัย , ook wel Nieuw Sukhothai) is een stad in Noord-Thailand. Sukhothai is hoofdstad van de provincie Sukhothai en het district Sukhothai. De stad telde in 2000 bij de volkstelling 35.706 inwoners.
Sukhothai ligt aan de Yom rivier op ongeveer 427 kilometer ten noorden van Bangkok. De stad ligt op ongeveer 12 kilometer van de historische plaats Sukhothai en wordt daarom ook wel Nieuw Sukhothai genoemd. De oude stad was het centrum van het oude koninkrijk Sukhothai.